# Kamsarmax

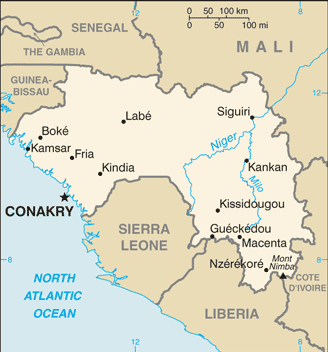
Lokalizacja Portu Kamsar Gwinea

Kamsarmax – statek o maksymalnych wymiarach gabarytowych umożliwiających zawinięcie do Portu Kamsar w Gwinei.
Wielkość statku ograniczona jest długością wynoszącą 229 metry. Statki tej wielkości zalicza się do klasy panamaxów. Obecnie teoretyczne wielkości wymiarów statków przedstawiają się następująco:
- zanurzenie 14 m - ograniczenia Kanału Panamskiego 12 m (możliwe do osiągnięcia przy niepełnym załadowaniu 65 tys. DWT)
- szerokość 32 m
- długość 229 m
- nośność 82 tysięcy DWT dla statków całkowicie załadowanych.

Statki tego typu to najczęściej masowce przewożące boksyt, ponieważ Gwinea jest drugim co do wielkości jego światowym eksporterem. 